# Ерандіо
Ерандіо (баск. Erandio, ісп. Erandio) — муніципалітет в Іспанії, у складі автономної спільноти Країна Басків, у провінції Біская. Населення — 24 262 особи (2009).
Муніципалітет розташований на відстані близько 330 км на північ від Мадрида, 6 км на північний захід від Більбао.
На території муніципалітету розташовані такі населені пункти: (дані про населення за 2009 рік)
- Альцага: 10431 особа
- Арріага: 561 особа
- Астрабудуа: 10654 особи
- Асуа-Лауроета: 347 осіб
- Ерандіо-Гойкоа: 1263 особи
- Гойєррі: 592 особи
- Лучана-Енекурі: 414 осіб

## Демографія
Динаміка населення (INE ):

## Галерея зображень

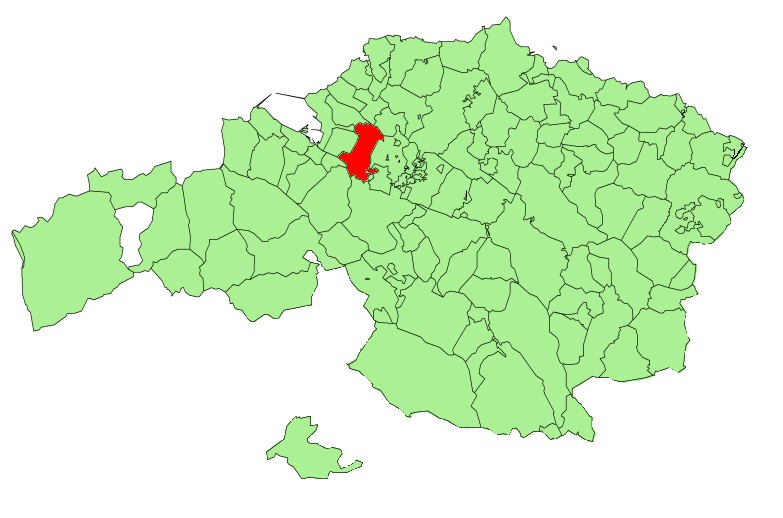
Розташування муніципалітету
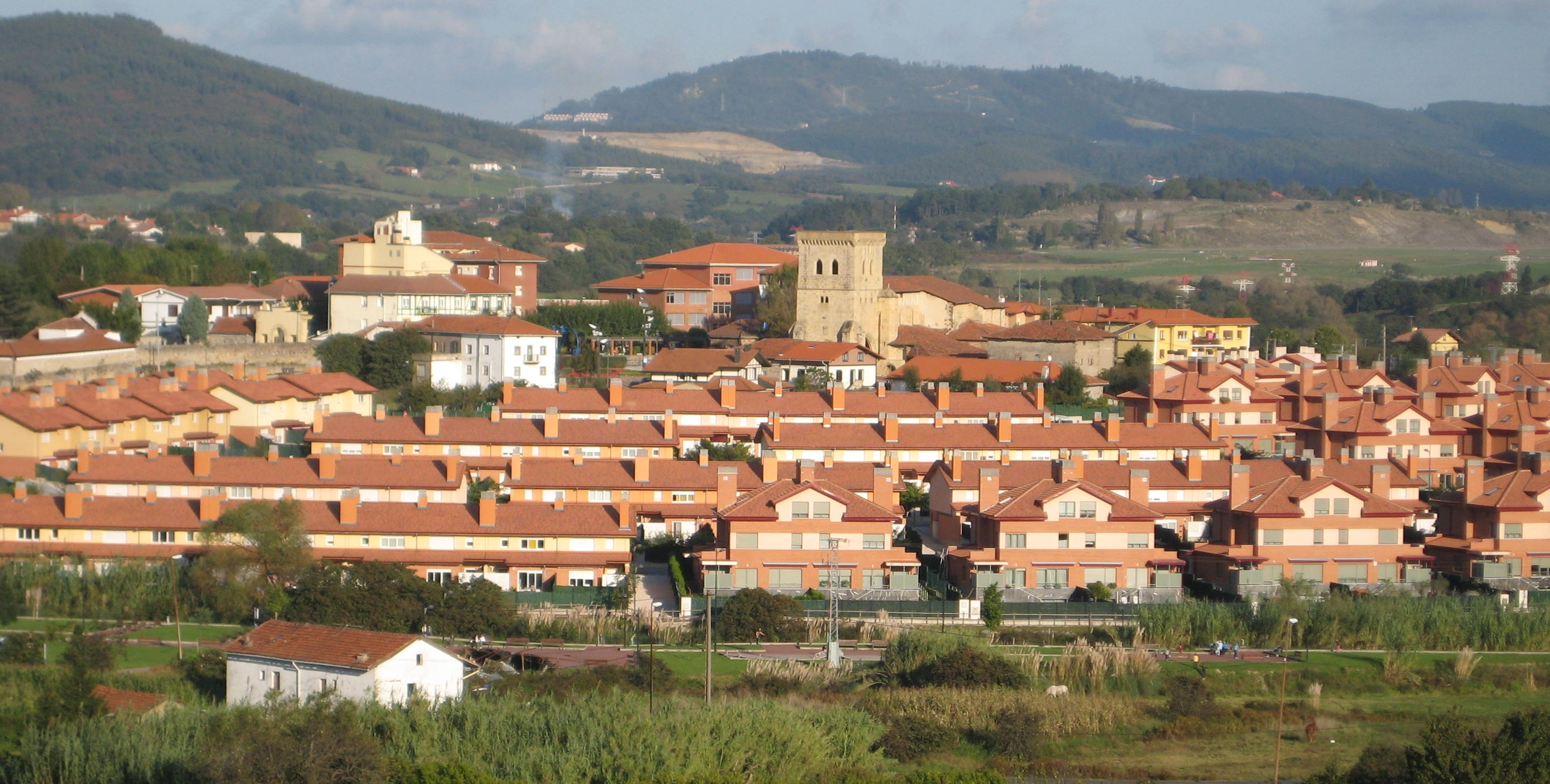
Ерандіо-Гойкоа
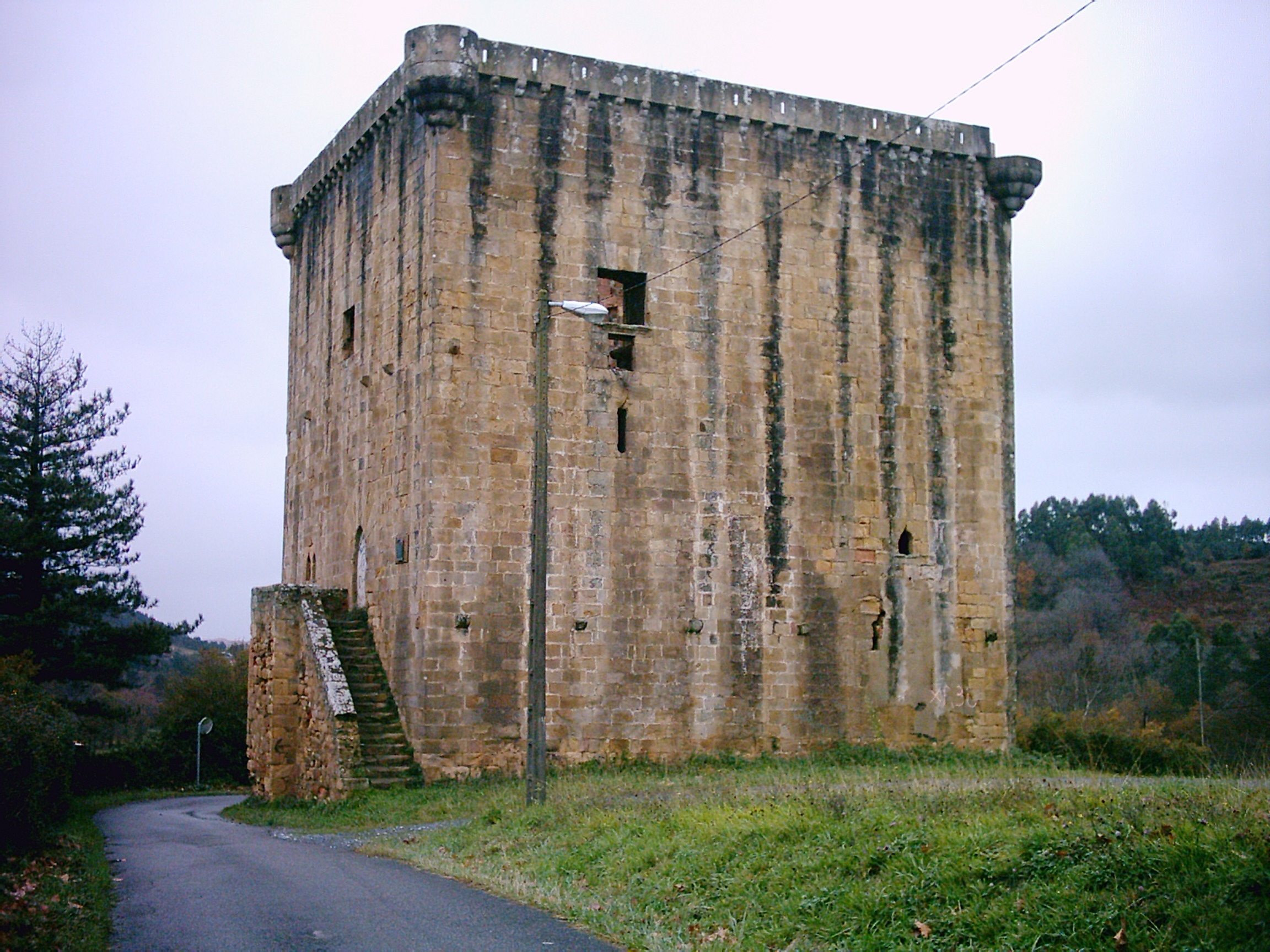
Вежа Мартіарту